# ジョセフ＝ノエル・シルヴェストル
ジョセフ＝ノエル・シルヴェストル（Joseph-Noël Sylvestre、1847年6月24日 - 1926年10月29日）はフランスの画家である。名はJoseph Noël 、Joseph-Noel、Joseph Noelとも綴られる。1869年から1876年の間に、シルヴェストルの歴史画は多くの賞を受賞したが、20世紀に入って、歴史画というジャンルは時代遅れになったので、一般的に知られることは少なくなった。

## 略歴
エロー県のベジエに生まれた。トゥールーズで美術を学び始め、トマ・クチュールの作品などから影響を受けた。パリに出て、国立高等美術学校（エコール・デ・ボザール）でアレクサンドル・カバネルに学び、アカデミック美術のスタイルで歴史画を描いた。
1869年にマラトンの兵士を描いた作品で、有望な学生に与えられるローマ賞の3位を得た 。1875年にも賞を得て、1876年にローマ時代の毒薬使いロクスタを描いた絵でサロン・ド・パリで賞を得て、ヨーロッパの多くの画商たちに、シルヴェストルの作品は注目されるようになった。
ローマに旅し、そこで、ローマの略奪を題材に大作を描き代表作のひとつとなった。その後も歴史画を描いた。

## 作品

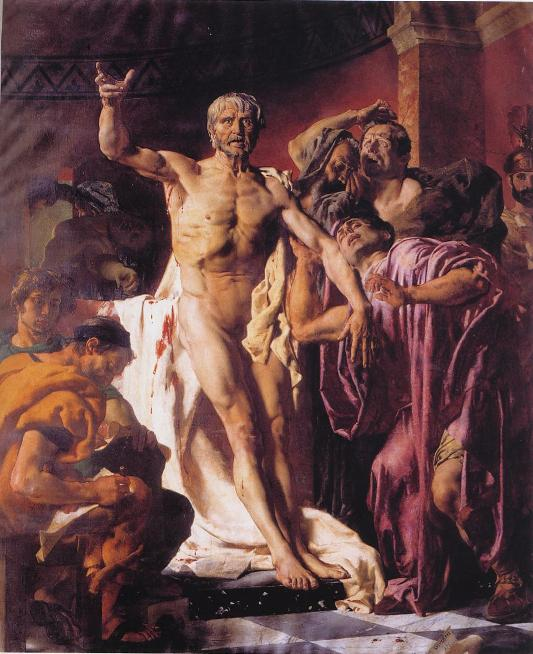
「セネカの死」(1875)
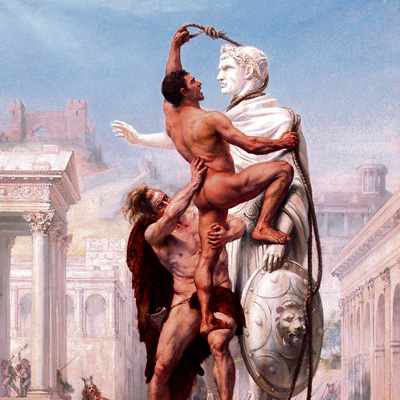
「西暦410年のローマ略奪」 (1890)
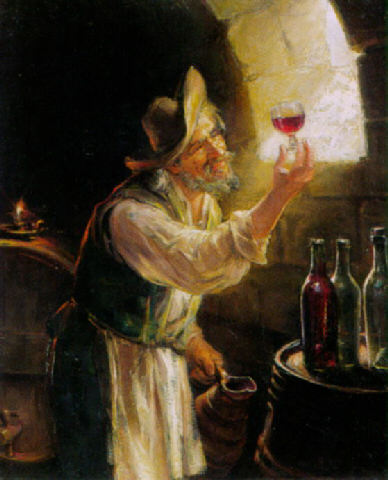
「ワイン職人」
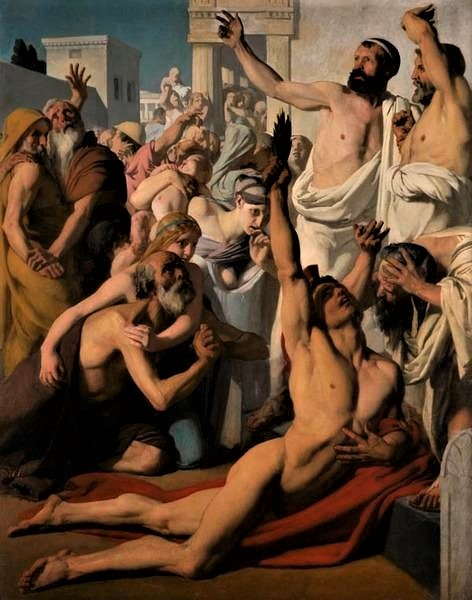
「マラトンの兵士」

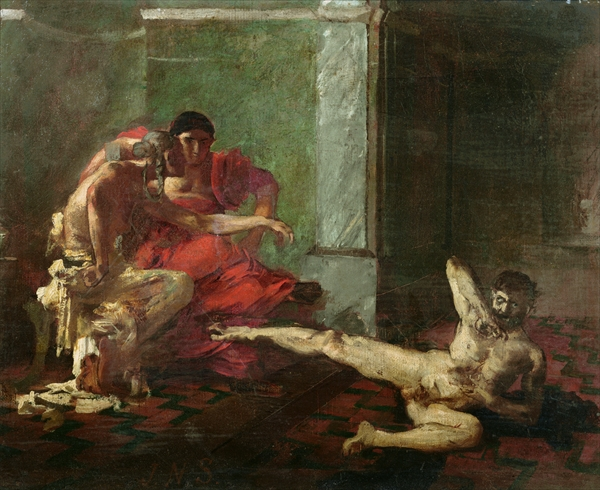
ローマ時代の毒薬使いロクスタ
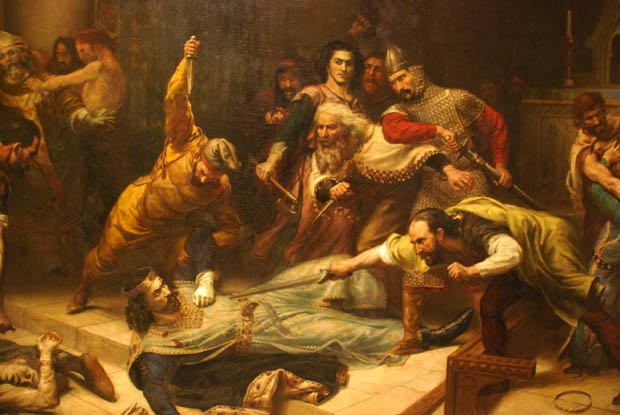
「トゥールーズ伯レーモン1世の暗殺」